# Jeker

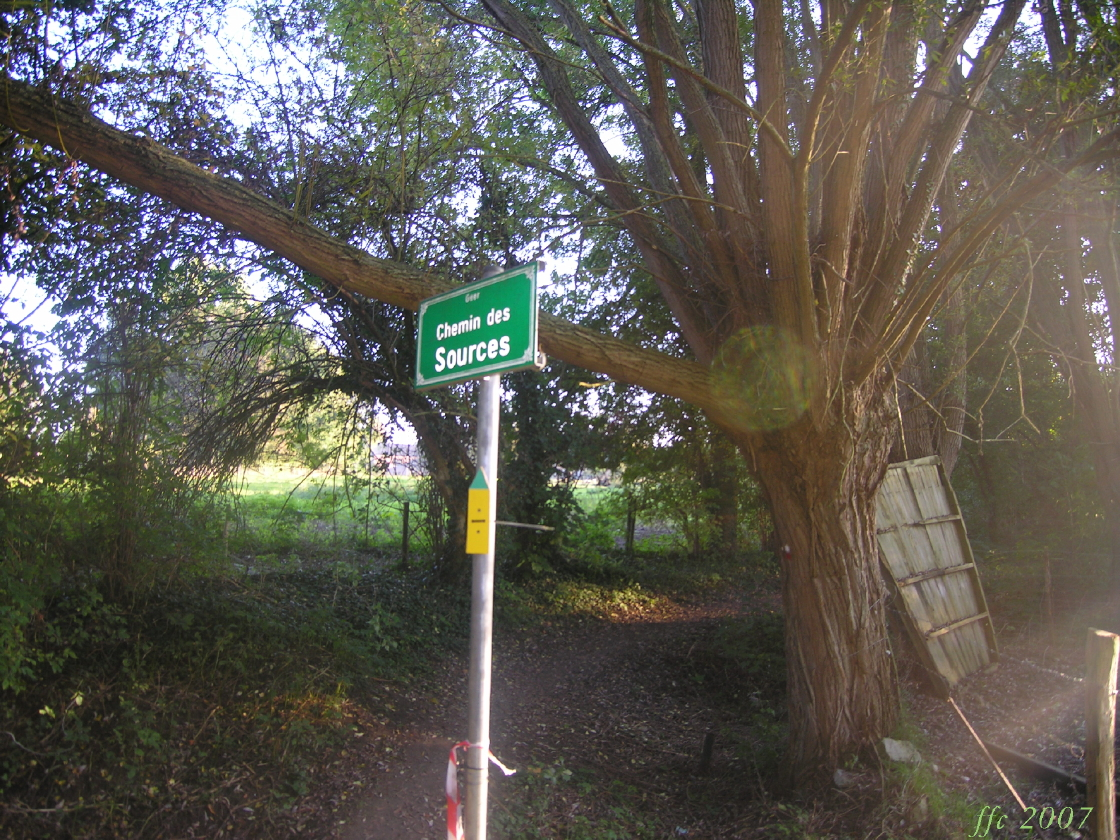
Vlak bij de bron van de Jeker in Lens-Saint-Servais

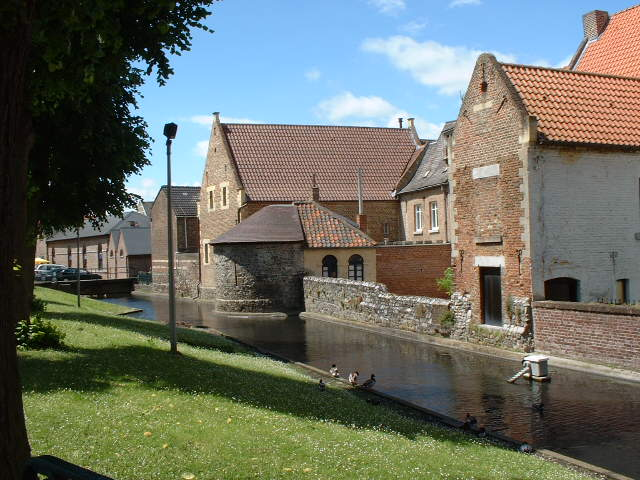
De Jeker in Tongeren

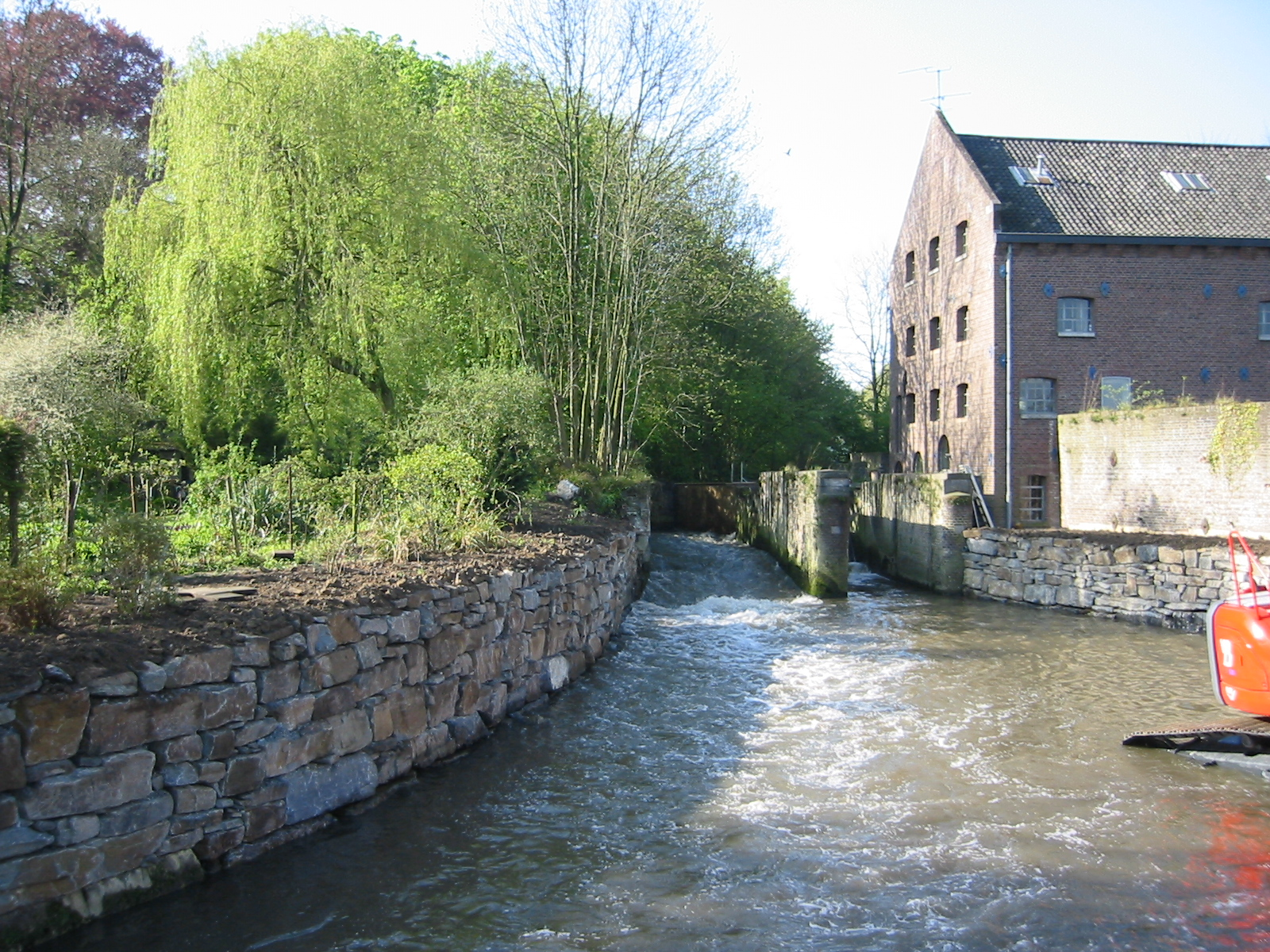
Voormalige Nekummermolen tussen Kanne en Maastricht

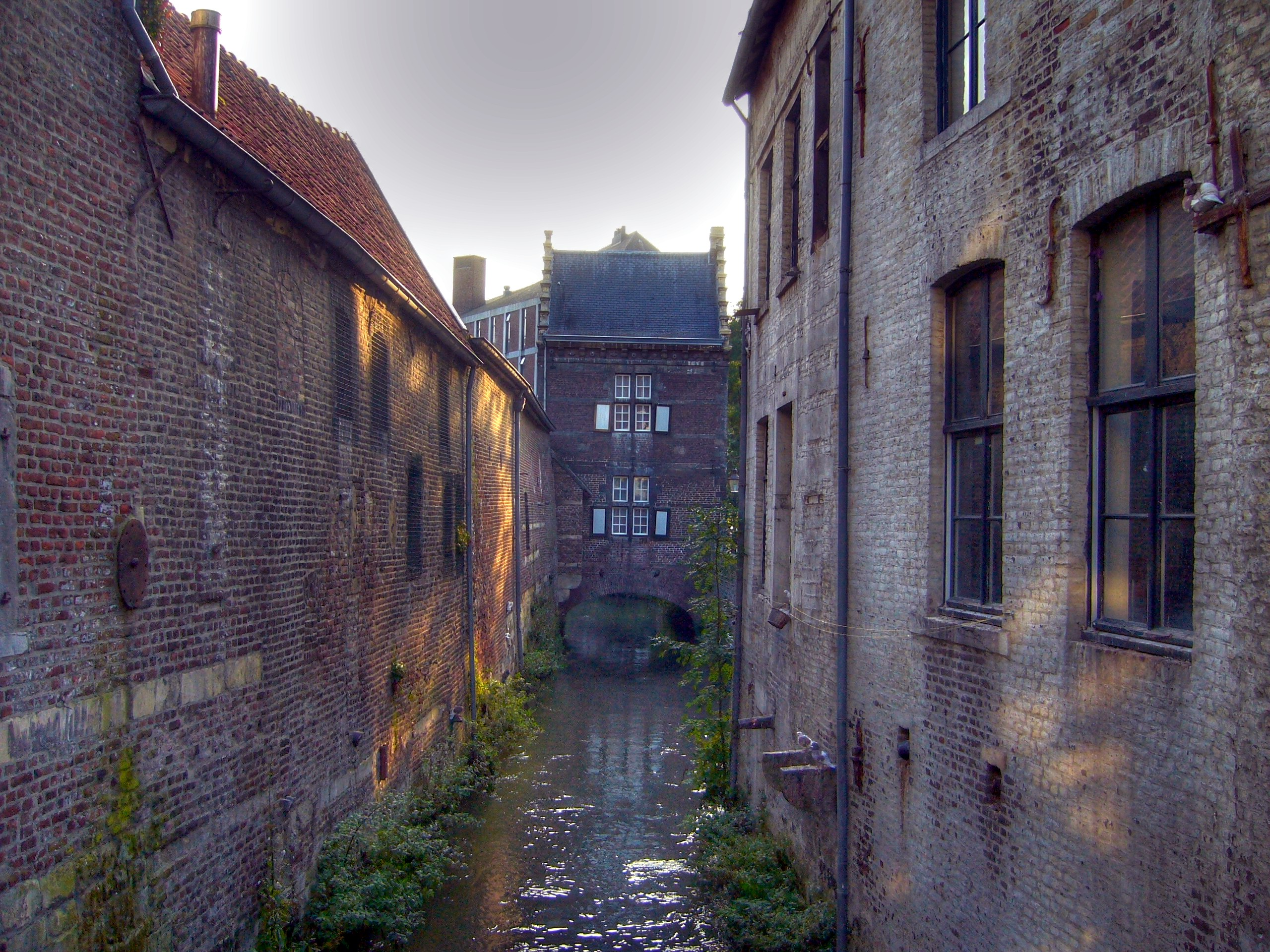
De Jeker in het Jekerkwartier te Maastricht, ter hoogte van de Ezelmarkt

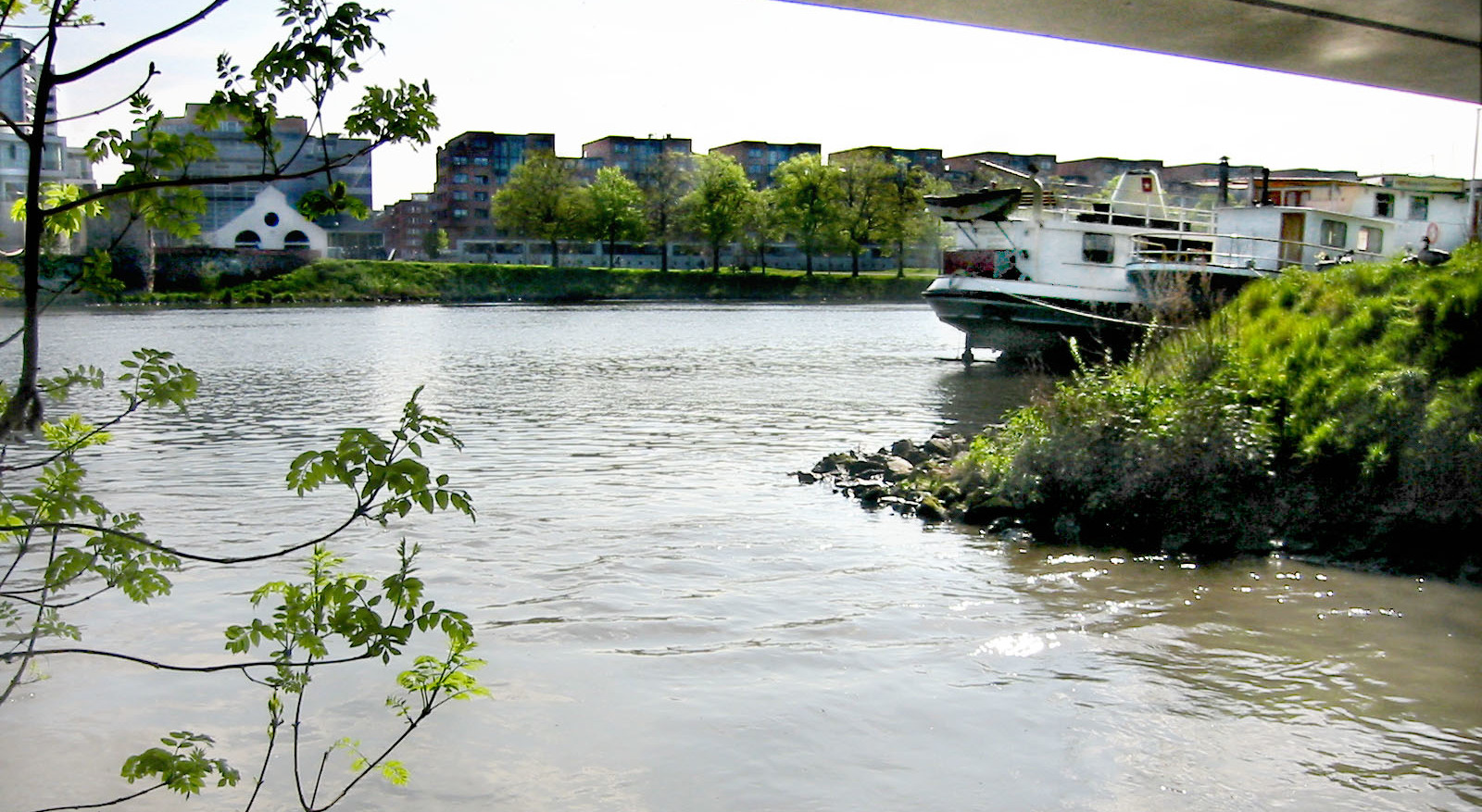
De Jeker stroomt in de Maas

De Jeker (Frans: Geer of Jaer; Waals: Djer; Latijn: Jecora; Maastrichts: Eker) is een rivier die in het Belgische Lens-Saint-Servais nabij Borgworm (Frans: Waremme) ontspringt, door een groot gedeelte van Haspengouw stroomt en bij de Nederlandse stad Maastricht in de Maas vloeit (coördinaten: 50° 51′ NB, 5° 42′ OL). Nabij Tongeren en Bitsingen (Frans: Bassenge) kruist de Jeker de Nederlands-Franse taalgrens. De Jeker is ongeveer 55 km lang. Met name nabij de monding in de Maas heeft het Jekerdal vrij steile hellingen, in sommige gevallen bedekt met hellingbossen. Het grootste hoogteverschil (nabij Bassenge) bedraagt 75 meter.

## Topografie
De Jeker ontspringt in de buurt van Lens-Saint-Servais in de provincie Luik. Daarna stroomt hij achtereenvolgens via Geer, Darion, Hollogne-sur-Geer, Grand-Axhe, Petit-Axhe, Borgworm, Hartenge, Liek, Lantremange, Bergilers, Grandville, Lens-sur-Geer (hier mondt ook het beekje de Yerne in de Jeker uit), Wouteringen, Lauw, Koninksem, Offelken, Tongeren, Mal, Sluizen, Oborne, Glaaien, Boirs, Rukkelingen-aan-de-Jeker, Bitsingen, Wonck, Eben-Emael, Kanne en Maastricht.

## Geologie
Het dal van de Jeker is in duizenden jaren door de beek uitgesleten. Vanaf Wonck tot aan Maastricht bevindt zich aan de oostzijde van het beekdal het Plateau van Caestert met onder andere de Sint-Pietersberg. Aan de westzijde van het Jekerdal ligt tussen Kanne en Maastricht de Cannerberg, waarvan het zuidelijke deel ook Muizenberg genoemd wordt.

## Ecologie
De Jeker was vóór 1930 een van de visrijkste rivieren van Nederland. Door lozingen van de suikerbietenindustrie en door rioollozingen, kwam hier een einde aan. Nu de waterkwaliteit verbeterd is, wordt er in Maastricht gewerkt aan een natuurlijkere Jeker. De mogelijkheid om natuurlijk te stromen wordt hersteld en vis zal in de toekomst weer stroomopwaarts kunnen zwemmen. De waterkwaliteit van de Jeker is bij de grens matig tot (zeer) slecht door invloeden van de RWZI Tongeren, diverse ongezuiverde afvalwaterlozingen, lozingen van suikerfabrieken en een conservenfabriek in België.
Door de aanleg van het Albertkanaal en de bemaling door de ENCI is het Jekerdal ernstig verdroogd. Het Albertkanaal doorsnijdt de Jeker ter hoogte van Kanne. Het water van de Jeker gaat middels een onderleider onder het kanaal door.

## Geschiedenis
De vallei van de Jeker en het omringende vruchtbare land van de Haspengouw was al vroeg een belangrijk cultuurlandschap. Aan de Jeker liggen twee zeer oude steden, Tongeren en Maastricht, die beide claimen de oudste stad te zijn in hun respectievelijke staten. Tongeren was al in de Romeinse tijd een grote stad en de hoofdstad van een civitas. Maastricht was toen nog klein, maar nam in de vroege middeleeuwen de plaats van Tongeren over als vroegchristelijk centrum en handelsplaats. De Jeker speelde ook later een belangrijke rol, binnen de ommuurde steden als bron van relatief schoon water (onder andere voor de leerlooierij en de lakenindustrie) en buiten de stadsmuren als extra verdediging (als stadsgracht en als inundatiegebied; zie onder andere Jekerkanaal en De Kommen). In de 19e eeuw was de rivier, met name in Maastricht, sterk vervuild en een gevaar voor de volksgezondheid, waarna delen werden overkluisd. Door de aanleg van het Kanaal Luik-Maastricht (1845-1850; vanaf 1847 op Nederlands gebied) en de Maasboulevard (ca. 1960) moest de uitmonding in de Maas tweemaal worden verlegd.

## Cultuurhistorie
Langs de Jeker ligt een groot aantal cultuurmonumenten. Zo bevinden zich in het Waalse gedeelte diverse tumuli. Diverse onderdelen van de stadsmuren van Tongeren en Maastricht liggen direct aan de Jeker.

### Watermolens
Langs de Jeker zijn diverse watermolens te vinden, onder andere te Hollogne-sur-Geer, Tongeren (Hogemolen, Daalmolen, Ruttermolen, Wijkmolen, Motmolen, Kruikesmolen, Blaarmolen, Dubbelmolen en Molen van Bellefontaine), Glaaien (Moulin Stockis en Moulin d'Oborne), Wonck (Moulin Jorissen en Moulin Deborre), Eben-Emael (Moulin Loverix, Moulin Thonnard en Moulin Depuis) en Kanne (Molen van Opkanne en Smokkelmolen). In het Nederlandse stroomgebied liggen nog drie watermolens, te weten de Molen van Lombok, de Leeuwenmolen (Molen van Clemens) en de Bisschopsmolen. In het verleden waren er meer, zoals de Nekummermolen, De Reek, De Vijf Koppen, de molen van Dollaert, de Onderste en Bovenste Neustadtmolen (Hofkensmolen) en Het Ancker (later Pesthuys). Een deel van deze molens bestaan nog, maar zijn niet langer als watermolen te herkennen. Een tweetal Jekermolens buiten de stadsmuren werden tijdens de Blokkade van Maastricht in 1830 door generaal Dibbets afgebroken, omdat deze in het schootsveld van de vesting lagen.
In 1133 werd een donatie gedaan door Alexander, de bisschop van Luik, aan de kerk van St. Maria in Maastricht, waarbij twee molens aan de rivier de Jeker werden geschonken.

### Toren van Eben-Ezer
De Toren van Eben-Ezer is een door de filosoof-kunstenaar Robert Garcet zelfgebouwde toren van vuursteen op een heuvel aan de Jeker. De toren heeft het aanzien van een middeleeuwse donjon en wordt bekroond door vier gevleugelde cherubijnen.

### Vijver Neercanne
Tegenover kasteel Neercanne bevindt zich een laat-17e- of vroeg-18e-eeuwse vijver. Deze vijver was gedurende de 20e eeuw veranderd in een vuilstort en grotendeels gedempt. Bij een onderzoek door de Technische Universiteit Delft bleken de kademuren nog voor 70% intact te zijn. De Stichting Het Limburgs Landschap heeft de vijver schoongemaakt en restaureerde fasegewijs de aanwezige elementen en muren. In de vijver bevond zich in de 18e eeuw een fontein. Deze werd via onderaardse leidingen gevoed door een bron in de berg achter het kasteel. Het fonteinwater kon via een nog bestaand overwelfd kanaaltje wegstromen in de Jeker. Om het fonteinwater te stuwen bevindt zich een klein sluisje in de vijver voor de inlaat van het kanaal. De bron is mogelijk door de bouw van de NAVO grotten en het Albertkanaal droog gevallen. Centraal in de vijver bevindt zich een zware fundering, waar nu een 19e-eeuws "bloemeneiland" op staat. Oorspronkelijk stond hier een ruw gehouwen mergelstenen rotseiland met een bronzen beeld van Neptunus. Dit beeld bevond zich vlak voor de Tweede Wereldoorlog nog op het kasteel van Modave, maar verdween van daar wegens het brons als Duitse oorlogsbuit.

### Sint-Servaasbron
De Sint-Servaasbron is een bron in het Jekerdal bij Maastricht. Vanaf de middeleeuwen speelde deze een belangrijke rol in de Sint-Servaasverering, omdat werd aangenomen dat de bron was ontstaan door toedoen van deze heilige bisschop. De bron, eigenlijk een waterput, werd in de 19e eeuw hersteld.